# 谭晓林 (1955年)
谭晓林（1955年12月—），男，江西南昌人，生于宁都，中华人民共和国政治人物。赣南师范学院中文系毕业，北京大学在职研究生学历。

## 生平
1985年5月加入中国共产党。历任中共南康县委副书记、代县长、县长，南康市委副书记、市长，赣县县委书记，江西省人民政府副秘书长，省对外经济技术合作办公室主任等职。
2008年4月任江西省人民政府秘书长、江西省人民政府办公厅主任。2015年转任省人大教育科学文化卫生委员会副主任委员、主任委员，2017年退休。
2023年6月29日，谭晓林因为涉嫌严重违纪违法，主动向上级组织交代问题，并接受江西省纪委监委纪律审查和监察调查；2023年9月，谭晓林因为严重违纪违法，被中共江西省纪委开除党籍，同时取消退休待遇，其受贿罪案则移送江西省司法机关审查起诉。